# Coccomyces wagnerianus
Coccomyces wagnerianus är en svampart som först beskrevs av Rehm, och fick sitt nu gällande namn av Rehm 1912. Coccomyces wagnerianus ingår i släktet Coccomyces och familjen Rhytismataceae.   Inga underarter finns listade i Catalogue of Life.